# فرانك ميلز (سياسي)
فرانك ميلز (بالإنجليزية: Frank Mills)‏ هو سياسي أمريكي، ولد في 20 مارس 1904، وتوفي في 11 نوفمبر 1969 في دايتون في الولايات المتحدة. حزبياً، نشط في الحزب الجمهوري. وقد انتخب عضو مجلس نواب أوهايو.